# Cantó de Sant Africa
El cantó de Sant Africa és un cantó del departament francès de l'Avairon. Té 11 municipis i està circumscrit al districte de Millau. El cap del cantó és Sant Africa.

## Municipis
- La Bastida de Pradinas
- Caumèls e Lo Vialar
- Ròcafòrt
- Sant Africa
- Sant Faliç de Sòrga
- Sent Esèri
- Sent Joan d'Aucàpias
- Sent Roma de Sarnon
- Tornamira
- Vabre de l'Abadiá
- Verzòls e La Pèira

## Història
| Data d'elecció                           | Identitat        | Partit | Qualitat |
| ---------------------------------------- | ---------------- | ------ | -------- |
| 1985-1998                                | Paul Roques      | UDF    |          |
| 1998-2004                                | Alain Fauconnier | PS     |          |
| 2004-                                    | Jean-Luc Malet   | PS     |          |
| les dades anteriors no són pas conegudes |                  |        |          |
|                                          |                  |        |          |

## Demografia
| 1962   | 1968   | 1975   | 1982   | 1990   | 1999   | 2006   |
| ------ | ------ | ------ | ------ | ------ | ------ | ------ |
| 11.679 | 12.767 | 12.613 | 12.833 | 12.322 | 11.815 | 12.561 |